# Marquesat de Casa Fuerte
El marquesat de Casa Fuerte és un títol de la noblesa espanyola atorgat a Juan de Acuña y Bejarano pel rei Felip V d'Espanya, l'any 1708.
Juan de Acuña va ser fill de don Juan de Acuña, que era un distingit cavaller espanyol, veí del Virregnat del Perú, corregidor de Quito i governador de Huancavelica, que es va casar amb doña Margarita Bejarano, natural de Potosí.
Als tretze anys va ser enviat a Espanya, a rebre educació, ingressant als setze anys en la carrera militar on va aconseguir, anys més tard, el grau de capità general i el Virregnat d'Aragó i Mallorca.
Va ser el XXXVII virrei de Nova Espanya el 15 d'octubre de 1722, tal vegada el més honrat i laboriós de Mèxic i un dels escasísims criolls que van aconseguir el càrrec de virrei a Hispanoamèrica.
En l'actualitat, el marquesat de Casa Fuerte és titularitat de la família Álvarez de Toledo.

## Els marquesos de Casa Fuerte
- Juan de Acuña i Bejarano, I marquès de Casa Fuerte.

- Joaquín José de Acuña i Figueroa, ii marquès de Casa Fuerte, II marquès d'Escalona, (1662-1736).

- Juan Manuel de Acuña i Vázquez-Coronat, iii marquès de Casa Fuerte, III marquès d'Escalona, (1695-1742).

- Francesc Xavier de Acuña i Prado, iv marquès de Casa Fuerte, IV marquès d'Escalona, (1727-1748).

- Joaquín Ciro de Acuña i Prado, V marquès de Casa Fuerte, VII marquès de Bedmar (1738-1795).

- Antonio María de Acuña i Fernández de Miranda, VI marquès de Casa Fuerte, marquès de Bedmar, (1766-1810).

- Manuel Lorenzo de Acuña i Fernández-Miranda, VII marquès de Casa Fuerte, IX marquès de Bedmar, (1767-1821).

- Manuel Antonio de Acuña i Dewitte, VIII marquès de Casa Fuerte, X marquès de Bedmar, (1821-1883).

- María del Carmen de Acuña i Dewitte, IX marquesa de Casa Fuerte, (1817-1888).

- Pedro Álvarez de Toledo i Acuña, X marquès de Casa Fuerte, (1847-1890).

- Illán Álvarez de Toledo i Lefèbvre, XI marquès de Casa Fuerte, (1882-1962).

- Julio Heredia y Halcón, XII marquès de Casa Fuerte, (1985-1992).

- Juan Illán Álvarez de Toledo i Giraud, XIII marquès de Casa Fuerte, fill de Illán Álvarez de Toledo i Lefèbvre i de Ivonne Giraud i Colom, va contraure matrimoni amb Dolores Aramburu i Houlin i va morir a París el 10 de juliol de 2012.[1]
- Cayetana Álvarez de Toledo i Peralta Ramos, XIV marquesa de Casa Fuerte, des de 2013.